# Vespadelus baverstocki
Vespadelus baverstocki is een vleermuis uit het geslacht Vespadelus die voorkomt in de binnenlanden van Australië, van het zuidoosten van West-Australië tot het zuiden van het Noordelijk Territorium, Zuidwest-Queensland, West-New South Wales en Zuid-Australië behalve de kustgebieden. De soort komt voor in allerlei vegetatietypes. Deze vleermuis slaapt in groepen van tot 60 dieren in boomholtes of in gebouwen. In sommige indelingen wordt deze soort tot V. vulturnus gerekend.
Het is een kleine, lichte Vespadelus met een zandbruine rug en vuilwitte of lichtbruine onderkant (op enkele volledig grijsbruine exemplaren na). De kop-romplengte bedraagt 35 tot 43 mm, de staartlengte 26,5 tot 34 mm, de voorarmlengte 26,5 tot 31,4 mm, de oorlengte 9 tot 11 mm en het gewicht 3,6 tot 7,0 g.